# Baix alamànic

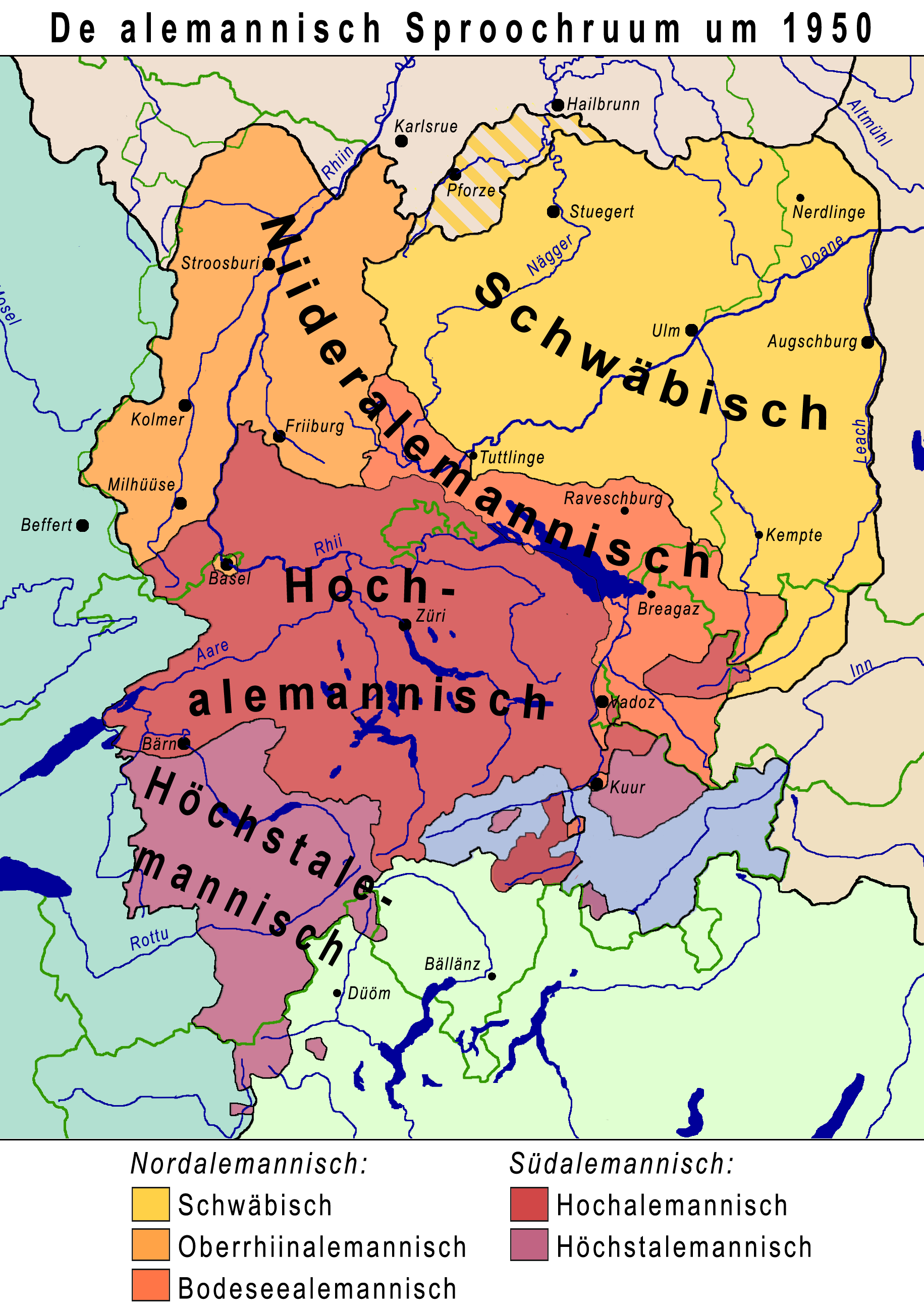
Localització de l'idioma.

El baix alamànic (en alemany: Niederalemannisch) és una branca de l'alamànic, que és part de l'altgermànic superior. Les varietats són parcialment intel·ligibles a parlants d'alemany estàndard que no coneguin l'alamànic.

## Subdivisions
- Alamànic del Llac Constança
  - Nord del Vorarlberg
  - Dialecte d'Allgäu
  - Dialecte de Baar
  - Sud de Württemberg
- Alamànic de l'Alt Rin
  - Alemany baselès
  - Dialectes de Baden al nord de Markgräflerland
  - Alsacià, parlat a Alsàcia, França i per alguns Amish a Indiana
  - Dialectes de la Selva Negra
  - Dialecte de la Colonia Tovar, Colonia Tovar, Veneçuela

## Característiques
La característica que distingeix el baix alamànic de l'alt alamànic és la retenció de la /k/ germànica, per exemple kalt «fred» en comptes de chalt (alt alamànic).
La característica que distingeix el baix alamànic del suabi és la retenció dels monoftongs de l'alt alemany mitjà, com per exemple Huus «casa» en canvi de la versió sueva Hous; o Ziit «temps» en comptes de «Zejt».

## Ortografia
Les especificacions següents fan referència a parlants propers a Friburg de Brisgòvia.
Vocals:
| Curtes     | Curtes       | Llargues    | Llargues     |
| Ortografia | Pronunciació | Orthography | Pronunciació |
| ---------- | ------------ | ----------- | ------------ |
| a          | [a]          | aa          | [aː]         |
| ä          | [æ]          | ää          | [æː]         |
| è          | [ɛ]          | èè          | [ɛː]         |
| e          | [e, ə]       | ee          | [eː]         |
| i          | [ɪ]          | ii          | [iː]         |
| o          | [o]          | oo          | [oː]         |
| ù          | [ʊ]          | ùù          | [ʊː]         |
| u          | [y]          | uu          | [yː]         |
| y          | [i, y]       | yy          | [uː]         |

Consonants:
Com en alemany estàndard, amb les següents anotacions:
- kh és una aspirada [kʰ]
- ng és una velar nasal [ŋ]
- ngg és un velar nasal seguida d'una velar oclusiva [ŋɡ]
- ph és aspirada [pʰ]
- th és aspirada [tʰ]
- z representa [dz], no com en alemany estàndard [ts]

## Articles

### Article definit
| Cas        | Masculí       | Femení         | Neutre          |
| ---------- | ------------- | -------------- | --------------- |
| Nom/Acc Sg | der Man       | d Frau         | s Kind          |
| Dat Sg     | im Man        | (in) der Frau  | im Kind         |
| Nom/Acc Pl | d Mane        | d Fraue        | d Kinder        |
| Dat Pl     | (in) der Mane | (in) der Fraue | (in) der Kinder |

### Article indefinit
| Cas        | Masculí  | Femení      | Neutre    |
| ---------- | -------- | ----------- | --------- |
| Nom/Acc Sg | e Man    | e Frau      | e Kind    |
| Dat Sg     | im e Man | in ere Frau | im e Kind |

| Català    | Alemany estàndard | Nominatiu Alamànic | Datiu          | Acusatiu         |
| --------- | ----------------- | ------------------ | -------------- | ---------------- |
| Jo        | ich               | ich, ii, i         | miir, mir, mer | mii, mi          |
| Tu        | du                | duu, du, de        | diir, dir, der | dii, di          |
| Ell       | er                | äär, är, er        | iim, im, em    | iin, dins, en, e |
| Ella      | sie               | sii, si            | iire, ira, ere | sii, si          |
| Això      | es                | ääs, äs, es, s     | iim, im, em    | ääs, äs, es, s   |
| Nosaltres | wir               | miir, mir, mer     | ùns, és        | ùns, és          |
| Vosaltres | ihr               | iir, ir, er        | èich, ich      | èich, ich        |
| Ells      | sie               | sii, si            | iine, ine, ene | sii, si          |

## Verbs

### Infinitiu
L'infinitiu acaba en «-e». Alguns verbs monosil·làbics no presenten aquesta terminació, com per exemple chùù, döe, goo, gschää, haa, loo, nee, sää, schdoo, schlaa, syy, zie, etc.

### Participi

#### Prefix
- El prefix per g- o ge-
- Abans de «b, d, g, bf, dsch, i z» és fusionat amb la paraula i no és visible (p. ex. broochd, glaubd, etc.)

#### Sufix
- Els verbs forts acaben en «-e» (p. ex. gäse, glofe)
- Els verbs febles acaben en «-d» o «-ed» (p. ex. bùzd, gchaufd)

| Persona | Final | Exemple     |
| 1r Sg   | N/Un  | ich mach    |
| 2n Sg   | -sch  | duu machsch |
| 3r Sg   | -d    | är machd    |
| Plural  | -e    | mir mache   |
| ------- | ----- | ----------- |

## Numerals
|    | Cardinal   | Ordinal         | Multiplicatiu I | Multiplicatiu II |
| -- | ---------- | --------------- | --------------- | ---------------- |
| 1  | ais        | èèrschd         | aifach          | aimool           |
| 2  | zwai       | zwaid           | zwaifach        | zwaimool         |
| 3  | drèi       | drid            | drèifach        | drèimool         |
| 4  | vier       | vierd           | vierfach        | viermool         |
| 5  | fimf       | fimfd           | fimffach        | fimfmool         |
| 6  | segs       | segsd           | segsfach        | segsmool         |
| 7  | siibe      | sibd            | siibefach       | siibemool        |
| 8  | aachd      | aachd           | aachdfach       | aachdmool        |
| 9  | nyyn       | nyynd           | nyynfach        | nyynmool         |
| 10 | zee        | zeend           | zeefach         | zeemool          |
| 11 | elf        | elfd            | elffach         | elfmool          |
| 12 | zwelf      | zwelfd          | zwelffach       | zwelfmool        |
| 13 | dryzee     | dryzeend        | dryzeefach      | dryzeemool       |
| 14 | vierzee    | vierzeend       | vierzeefach     | vierzeemool      |
| 15 | fùfzee     | fùfzeend        | fùfzeefach      | fùfzeemool       |
| 16 | sächzee    | sächzeend       | sächzeefach     | sächzeemool      |
| 17 | sibzee     | sibzeend        | sibzeefach      | sibzeemool       |
| 18 | aachdzee   | aachdzeend      | aachdzeefach    | aachdzeemool     |
| 19 | nyynzee    | nyynzeend       | nyynzeefach     | nyynzeemool      |
| 20 | zwanzg     | zwanzigschd     | zwanzgfach      | zwanzgmool       |
| 21 | ainezwanzg | ainezwanzigschd | ainezwanzgfach  | ainezwanzgmool   |